# Меровинген
Мерови́нген (англ. Merovingian, фр. Mérovingien), также известен как Францу́з (англ. The Frenchman) — персонаж фильмов «Матрица: Перезагрузка», «Матрица: Революция» (2003) и «Матрица: Воскрешение» (2021), одна из программ Матрицы. 
Роль исполняет французский актёр Ламбер Вильсон.

## История
Со слов Пифии, Меровинген является одной из старейших программ Матрицы; эта программа была создана Архитектором для регулирования поведения людей в Матрице и сбора информации. После уничтожения одной из ранних версий Матрицы Меровинген устарел, так как новые программы предлагали людям иллюзию выбора, вызывая поведенческие манипуляции, более сложные, чем простые методы Меровингена. Вместо того, чтобы смириться с этим и подвергнуться удалению, он скрылся в Матрице, а затем стал укрывать и другие программы, которым грозило удаление. В результате сосланные программы воспринимали его как героя, а другие — как импульсивного и эгоистичного оппортуниста.
Основной бизнес Меровингена — торговля информацией, к которой он имеет прямой доступ. Также он укрывает «изгнанников» (англ. Exiles) — программы, скрывающиеся от Системы из-за того, что они приговорены к удалению из-за устаревания или ненужности, и использует их в своих целях. Из некоторых программ-изгнанников Меровинген набирает себе подручных, таких как Близнецы, братья-оборотни Каин и Авель, показанные во втором фильме, и Проводник в третьем. Также к его свите ранее принадлежал Сераф. Большинство из них происходят из прежних версий Матрицы и обладают сверхъестественными для мира Матрицы способностями — Пифия в разговоре с Нео упоминала, что встречаемые людьми призраки, вампиры, оборотни или пришельцы — это либо программы-изгнанники, либо ошибки кода Матрицы. От программ, не вошедших в его свиту, Меровинген требует плату, например, Рама Кандра и Камала получают право прохода к Матрице для своей дочери Сати в обмен на код уничтожения Пифии.

## Описание
Внешнее воплощение Меровингена имеет вид элегантного и утончённого эстета, любящего французский язык. Имя «Меровинген» восходит к названию династии франкских королей Средневековья — Меровингов.
В фильмах трилогии проводится множество параллелей между Меровингеном и древнегреческим богом подземного мира Аидом. Жену Меровингена зовут Персефона (в древнегреческой мифологии это имя носит дочь богини плодородия Деметры, являющаяся женой Аида), причём, их отношения далеки от идеальных; название принадлежащего Меровингену клуба «Хел» (англ. Club Hel, в котором он представляется зрителями, близко по написанию и произношению к английскому названию ада — англ. Hell), а также Хель — это имя правительницы мира мёртвых в германо-скандинавской мифологии. Меровинген — один из старейших обитателей мира Матрицы, причём он как раз отвечает за «потерянные души». Кроме того, Проводник схож с Хароном — перевозчиком через реку мёртвых Стикс, Меровингену служат подобные призракам Близнецы, а также вампир Каин и оборотень Авель.
Философия Меровингена представляет собой детерминизм, где нет места свободе выбора, всё определяют только причины и следствия.
Меровинген был когда-то претендентом на роль Избранного. Это косвенно подтверждает Персефона, произнося в туалете фразу, обращённую к Нео: «Давным-давно, в наш первый приезд, здесь всё было по-другому, и он был другим. Таким, как ты». Кроме того, по сюжету фильма принадлежащий Меровингену ресторан «Le Vrai» находится на 101 этаже небоскрёба, а Нео во время своего существования в Матрице жил в комнате № 101.

## Появления в фильмах
Впервые Меровинген появляется в фильме «Матрица: Перезагрузка». Нео, Морфеус и Тринити приходят в его ресторан «Le Vrai» (с фр. — «Правда»), чтобы обговорить условия освобождения Мастера ключей — программы-изгнанника, которую Француз держит в плену. Меровинген отказывается, но Персефона помогает команде «Навуходоносора» освободить Мастера. Узнав об этом, разозлённый Меровинген приказывает Близнецам догнать Морфеуса и Тринити и забрать у них Мастера, а остальным своим приспешникам убить Нео. Нео убивает всех головорезов, а Морфеус нейтрализует Близнецов. Меровинген заявляет, что он пережил предшественников Нео и переживёт его самого, а затем сбегает.
В начале фильма «Матрица: Революция» в реальном мире тело Нео впадает в кому, а в Матрице он оказывается в ловушке на станции метро Mobil Avenue, контролируемой программой Проводник, которая отвечает за связь между Матрицей и миром машин и находится в подчинении у Меровингена. Морфеус, Тринити и Сераф отправляются в ночной клуб «Хел», чтобы договориться об освобождении Нео. Меровинген соглашается освободить Нео в обмен на глаза Пифии. Тринити это не устраивает и она угрожает ему пистолетом. После короткой схватки парламентёров трио и приспешники Француза держат друг друга на мушке. Тринити предлагает Меровингену выбор: отдать Нео или умереть прямо сейчас. Персефона советует Меровингену согласиться, что он и делает.
Появился в фильме «Матрица: Воскрешение», вышедшем 16 декабря 2021 года. В небольшом эпизоде встречи Нео и Смита, бывший аристократ и богач Меровинген, после глобальных изменений в системе, предстает жалким и заросшим бродягой в лохмотьях. Он в гневе на Нео за то, что по его вине потерял всю свою роскошную жизнь. Впрочем, несмотря на его видимый крах, он всё ещё имеет некое влияние, поскольку распоряжается несколькими изгнанниками и приказывает им уничтожить Нео. Кроме того, он не забыл французский язык, а также имеет перстни на пальцах.

## The Matrix Online
В онлайн-игре The Matrix Online Меровинген — один из антагонистов и лидер одной из трёх фракций, к которым может присоединиться игрок, the Merovingian.
Он, как и в фильме, жаждет смерти Пифии; кроме того, в игре Морфеуса убивают, и, по-видимому, за этим стоит Меровинген.

## Франкоязычные реплики
При появлении в ресторане «Le Vrai» Тринити, Морфеуса и Нео Меровинген, глядя на Тринити, произносит по-французски фразу: «Si belle qu’elle me fait souffrir» («Она так красива, что заставляет меня страдать»).
В качестве примера из своего любимого языка Меровинген приводит длинное и достаточно грязное ругательство: «Nom de dieu de putain de bordel de merde de saloperie de connard d’enculé de ta mère». На самом деле эта фраза является довольно путанной, несколько парадоксальной и не совсем корректной с точки зрения норм французского языка. Условно её можно перевести как «Именем бога, бордельных шлюх, дерьма, грязи, балды и ублюдка твоей матери». Перевод «Именем бога бордельных шлюх из грязного дерьма той балды, что высодомили из твоей матери» является ошибочным, так как все значение фразы меняет партитивный артикль de, слившийся с существительным enculé, переводящимся в данном случае как «ублюдок» или «выродок» (менее вероятен из-за контекста иной вариант перевода — «пассивный гомосексуалист») и не являющимся отглагольным прилагательным от глагола enculer, обозначающего «содомить». Второй вариант перевода фразы Меровингена был бы верным, если бы перед словом enculé не стоял артикль de.
При появлении Тринити, Морфеуса и Серафа в клубе Хелл Меровинген, глядя на Серафа, произносит фразу: «Un ange sans ses ailes» («Ангел без крыльев»).

## Узел галстука Меровингена
Необычный и редкий стиль узла галстука Меровингена получил популярность у зрителей. В интернете есть множество материалов, где фанаты пытаются воссоздать этот узел, но из-за того, что в большинстве сцен галстук чёрный и совпадает по цвету с рубашкой, это вызывает путаницу.
Шведский математик Микаэль Вейдемо-Йоханссон из Королевского технологического института в Стокгольме заметил, что узел Ediety, который использует Меровинген, не указан в исследовании 2001 года учёных Кембриджского университета Томаса Финка и Юна Мао, где было показано, что существует всего 85 узлов. Он обнаружил, что это исследование игнорирует узлы, в которых есть несколько петель, и ограничивает число действий в узле до 8, а в узле Меровингена их 10. Решив изучить этот вопрос, Вейдемо-Йоханссон и трое его коллег разработали кодировку действий в галстучных узлах, обозначив их буквами W, T и U. Не все сочетания являются допустимыми, а для некоторых узлов требуется очень длинный галстук. Ограничив количество возможных сочетаний здравым смыслом и логикой, учёные ввели понятие допустимых способов завязать узел. После этого в результате компьютерных расчётов учёные пришли к выводу, что существует 177 147 допустимых вариантов узлов. Впрочем, математики добавили, что не все узлы подходят для ношения — например, имеются узлы, после завязывания которых широкий конец оказывается вывернутым наизнанку. В будущем Вейдемо-Йоханссон хочет математически определить хорошие узлы.
Это исследование было представлено на симпозиуме по вычислительной геометрии ACM в феврале 2014 года.

## Озвучивание
- Голосом Меровингена в игре The Matrix: Path of Neo является Робин Аткин Даунс (Robin Atkin Downes)[9].